# Psathyrella candolleana
Псатирелла кандоллеана, псатирелла Кандолля (Psathyrella candolleana) — вид грибів роду Псатирелла (Psathyrella). Гриб класифіковано у 1913 році.

## Будова
Шапка бурувата, навіть злегка білувата, у центрі охряна, має темно–коричневий колір із домішкою пурпурно–фіолетового відтінку. Діаметр шапки у цього гриба до 10 см. У молодих грибів форма нагадує широкий дзвоник, а в дорослих плоско-розпростерта. На верхівці шапки є притуплений горбик, вона волога. Край хвилясто зігнутий, радіальний, ніби з оригінальними зморшками, часто потрісканий.

## Поширення та середовище існування
Цей їстівний гриб зустрічається групами на ґрунті, на пеньках, на сухих і живих деревах у листяних лісах.

## Практичне використання
Їстівний шапковий гриб.